# پیمان روریچ
پیمان روریچ (انگلیسی: Roerich Pact) یک معاهده بین آمریکایی است. مهم‌ترین ایده پیمان روریچ این است که دفاع از میراث فرهنگی به رسمیت شناخته شود و حفظ میراث فرهنگی مهم‌تر از استفاده یا تخریب آن فرهنگ برای مقاصد نظامی است و حفاظت از فرهنگ همیشه بر هر ضرورت نظامی ارجحیت دارد.